# Invasiones mongolas de Georgia
Las conquistas mongolas del reino de Georgia, que en la época estaba formada por Georgia propiamente dicha, Armenia, y gran parte del Cáucaso, implicaron numerosas invasiones y razzias a gran escala durante el siglo XIII. El Imperio mongol apareció por vez primera en el Cáucaso en 1220 cuando los generales Subotai y Jebe perseguían a Mohamed II de Corasmia durante la destrucción de Corasmia. Después de una serie de asaltos en los que derrotaron a georgianos y armenios (batalla del Monte Cáucaso), Subutai y Jebe invadieron Rusia. Tras la destrucción de su imperio, el líder corasmio Jalal ad-Din Mingburnu, hijo de Mohamed II, luchó contra mongoles y georgianos antes de desafiar a los Selyúcidas de Anatolia. En 1236, los mongoles iniciaron una conquista a gran escala del Cáucaso y Anatolia oriental, en la que el reino de Georgia, el sultanato de Rum, y el Imperio de Trebisonda fueron sometidos, el reino armenio de Cilicia y otros Estados Cruzados aceptaron voluntariamente ser vasallos de los mongoles, y los Nizaríes fueron eliminados. Los mongoles invadieron también Durdzuketia, la actual Chechenia, pero afrontaron resistencias continuas aquella área. Después de la muerte de Möngke Kan en 1259, el Imperio mongol se sumió en la guerra civil y Berke de la Horda Dorada y Hulagu del Ilkanato se invadieron repetidamente entre ellos hasta el ascenso de Kublai Kan en 1264.
La segunda invasión mongola del Cáucaso empezó con la expedición de Chormaqan contra  Jalal ad-Din Mingburnu, ordenada por el kan Ögedei en 1231. Las dinastías persas de Fars y Kermán se entregaron voluntariamente a los mongoles y accedieron a pagar tributos. Al oeste, Hamadán y el resto de Persia fue asegurado por Chormaqan. Los mongoles volvieron su atención hacia Armenia y Georgia  en 1236. Completaron la conquista del reino de Georgia en 1238 y el Imperio mongol comenzó a atacar las posesiones del sur del reino en Armenia, que estaba bajo control selyúcida al año siguiente. En 1236 Ogedei despobló Jorasán y pobló Herat. La mayoría de los gobernadores militares mongoles hicieron sus campamentos en Mugán. Dándose cuenta del peligro de los mongoles, los gobernantes de Mosul y Cilicia se sometieron al Gran Kan. Chormaqan dividió la región de Transcaucasia en tres distritos basados en una jerarquía militar. En Georgia, la población fue temporalmente dividida en ocho tumens. Hacia 1237 el Imperio mongol había sometido casi toda Persia, excluyendo el Irak Abasí y las fortalezas ismailitas, y todo Afganistán y Cachemira. Los mongoles comenzaron la conquista del norte del Cáucaso en 1237, pero encontraron una sangrienta resistencia por parte de las poblaciones locales.
Después de la batalla de Köse Dağ en 1243, los mongoles bajo Baiju ocuparon Anatolia, y el sultanato selyúcida de Rûm y el Imperio de Trebisonda se convirtieron en vasallos suyos. Los baluartes nizaríes se encontraban dispersos por toda Persia y el Cáucaso, y el comandante mongol Kitbuqa, siguiendo órdenes de Möngke Kan, empezó a asediarlos en 1253. Hulagu lanzó un ataque a gran escala en 1256 y eliminó la presencia nizarí de la región.
Tras la destrucción de Bagdad en 1258, estalló la guerra civil entre Berke Kan de la Horda Dorada y Hulagu Kan del Ilkanato. Parte del conflicto sucesorio entre Kubilai y Ariq Böke, la guerra consistió principalmente en ataques e invasiones llevadas a cabo por ambos bandos por todo el Cáucaso, recibiendo Berke el apoyo del sultanato mameluco y Hulagu del Imperio bizantino. Ninguno de los bandos obtuvo una ventaja real, y el conflicto cesó después de la victoria de Kublai y su entronización como Gran Kan.
El dominio mongol en el Cáucaso duró hasta finales de la década de 1330. La Armenia bagrátida se quedó bajo dominio mongol entre 1220 a 1344.  En ese periodo, el rey Jorge V el Brillante restauró el reino de Georgia durante un breve tiempo antes de su desintegración final tras las invasiones timúridas.

## Ataques iniciales

Reino de Georgia (en gris) y sus vasallos poco antes de la invasión mongola (ca. 1213)

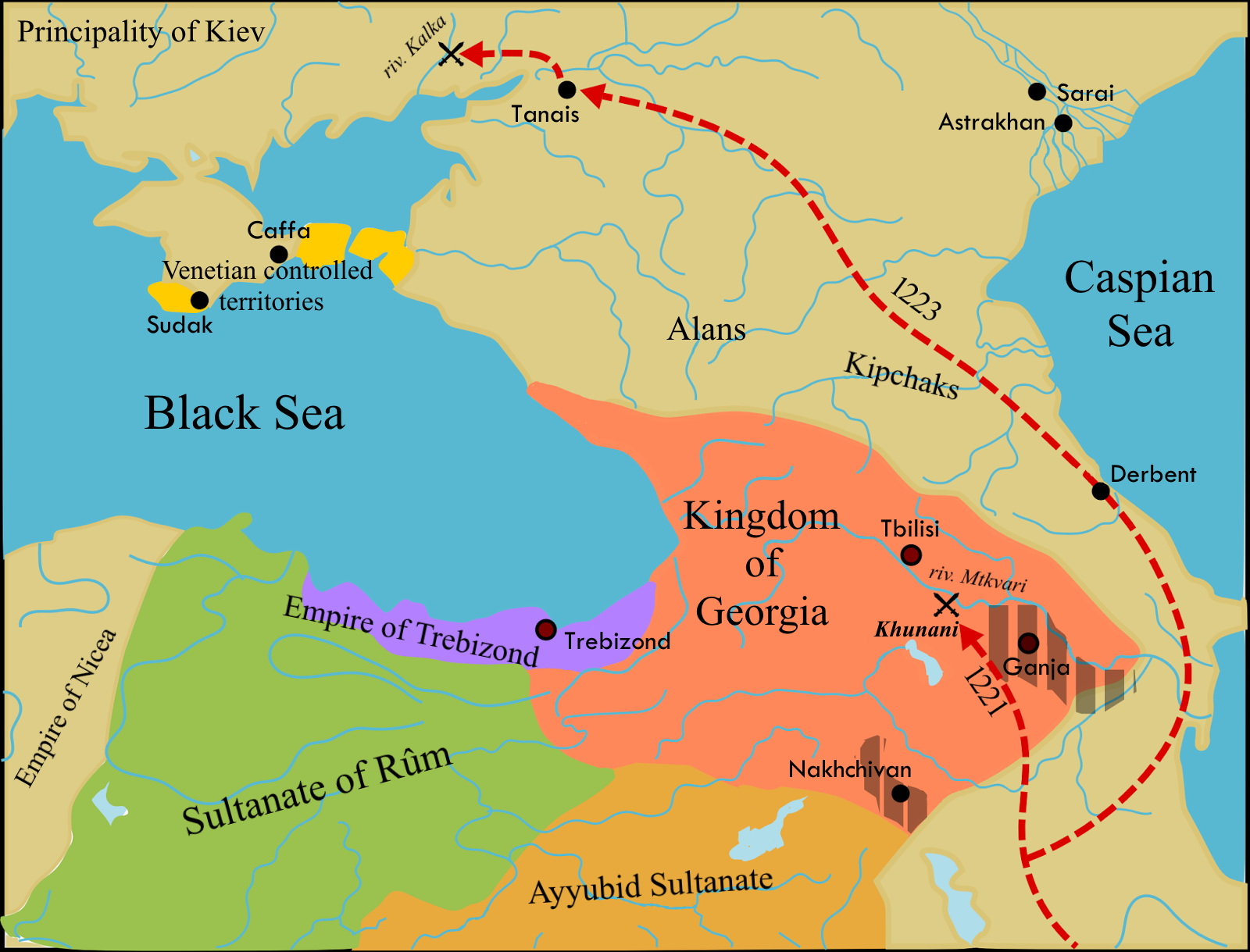
Invasión mongola de Georgia y batalla de Khunan

El reino de Georgia ca. 1245 d. C.

Los mongoles hicieron su primera aparición en territorio georgiano cuando este último reino estaba aún en su cénit, dominando la mayoría del Cáucaso. El primer contacto ocurrió a comienzos del otoño de 1220 (batalla del Monte Cáucaso), cuando aproximadamente veinte mil mongoles dirigidos por Subutai y Jebe perseguían al destronado sah Mohammed II de la dinastía corasmia hasta el mar Caspio. Con el consentimiento de Gengis Kan, los dos generales Mongoles procedieron al oeste en una misión de reconocimiento. Entraron en Armenia, entonces bajo control georgiano autoridad, y derrotaron a sesenta mil georgianos y armenios mandados por el rey Jorge IV Lasha de Georgia y su atabeg (tutor) y spasalar (general en jefe) Iwane Mjargrdzeli en la batalla de Khunan en el río Kotman. Jorge resultó gravemente herido en el pecho. Los comandantes mongoles, no obstante, no fueron capaces de avanzar más debido a las necesidades de la guerra contra el Imperio corasmio, y viraron hacia el sur a Hamadán. Pero en enero de 1221, los mongoles regresaron y, aunque el rey Jorge era reticente a presentar batalla después de su derrota anterior, Jebe y Subutai le forzaron a emprender acciones saqueando los campos y matando a su súbditos. La batalla en Bardav (Pardav; actual Barda, Azerbaiyán) fue otra victoria decisiva para los mongoles. Aunque Georgia estaba desprotegida, los mongoles habían llegado para reconocer y saquear, no a conquistar. Por ello, los mongoles se dirigieron al norte, saqueando Armenia nororiental y Shirván en su camino. Eso les llevó a través del Cáucaso hasta Alania y las estepas meridionales rusas, donde derrotaron a rusos y kipchakos en la batalla del río Kalka (1223).
Estos ataques sorpresa dejaron confusos a los georgianos respecto a la identidad de sus atacantes: el registro de un cronista contemporáneo indica que no es consciente de la naturaleza de los atacantes y no les menciona por su nombre. En 1223, cuando los mongoles parecieron retrasar sus planes sobre Georgia, la hermana y sucesora de Jorge IV, la reina Rusudán escribió en una carta al papa Honorio III, que los georgianos habían supuesto que los mongoles eran cristianos porque lucharon contra los musulmanes, pero habían resultado ser paganos. La invasión mongola también alteró inadvertidamente el destino de la Quinta cruzada. Georgia había planeado enviar un gran ejército para abrir un segundo frente al norte al mismo tiempo que los cruzados europeos invadían desde el oeste. Pero como los mongoles aniquilaron al ejército georgiano, no pudo colaborar y ayudar, y los cruzados europeos perdieron un valioso tiempo esperando a unos aliados que nunca llegaron.
Durante la invasión de Transoxania en 1219 Genghis Kan utilizó una unidad de catapulta china en batalla, que fue utilizada nuevamente en 1220. Los chinos podrían haber utilizado las catapultas para lanzar bombas de pólvora, ya que disponían de ellas en la época. En la invasión mongola de 1239-1240, las armas chinas fueron usadas nuevamente.

## Conquista mongola de Georgia
La tercera y última invasión mongola acaeció en 1236; ocasionó la ruina de Georgia y la precedió un devastador conflicto con Mingburnu, un sah refugiado de Corasmia, que había demandado el apoyo georgiano en 1225 en su guerra contra los mongoles. Atacó y tomó Tiflis en 1226, destruyó parte de la fuerza y prosperidad del reino de Georgia lo dejó indefenso ante el avance mongol.
La muerte de Mingburnu en 1231 propició la nueva incursión mongola; el ilustre comandante Chormaqan dirigió un gran ejército contra Georgia y sus principados armenios vasallos en 1236. La mayoría de los nobles georgianos y armenios que estaban al frente de los puestos militares a lo largo de la frontera se entregaron sin oposición seria o limitaron su resistencia a sus castillos, mientras que otros prefirieron huir a zonas más seguras. La reina Rusudan tuvo que evacuar Tiflis e marchar a Kutaisi y algunas personas fueron a la parte montañosa de Georgia, dejando Georgia oriental en las manos del atabeg Avag Mjargrdzeli y Egarslan Bakurtsijeli, que hicieron la paz con los mongoles y se comprometieron a pagarles tributo. El único noble georgiano que se resistió fue Iwane Jakeli-Tsijisjvreli, príncipe de Samtsje. Sus extensas posesiones fueron devastadas, e Iwane tuvo que someterse finalmente a los invasores en 1238, con el consentimiento de la reina Rusudan. Los ejércitos mongoles decidieron no cruzar el Likhi Gama en persecución de la reina georgiana, dejando Georgia occidental relativamente libre de saqueos. Rusudán intentó obtener el apoyo del papa Gregorio IX, pero sin éxito. El atabek Avag acordó su sumisión en 1243, y Georgia oficialmente reconoció al Gran Kan como su señor. El país fue obligado a pagar un tributo anual de cincuenta mil piezas de oro y apoyar a los mongoles con un ejército.

## Gobierno mongol
Los mongoles crearon el valiato de Gurjistan, que comprendía a Georgia y a todo el sur del Cáucaso, que  gobernaron indirectamente, a través del monarca georgiano, el último en ser confirmado por el Gran Kan en su ascenso. Con la muerte de Rusudan en 1245, comenzó un interregno durante el que los mongoles dividieron el Cáucaso en ocho tumens. Explotando el complicado tema de la sucesión, los mongoles dividieron a los nobles georgianos en dos partidos rivales, cada uno de los cuales defendía a su propio candidato a la corona. Estos eran David VII  Ulu, hijo ilegítimo de Jorge IV, y su primo David VI "Narin", hijo de Rusudan. Después de un complot fallido contra el dominio mongol en Georgia (1245), Guyuk Kan hizo cogobernantes en 1247 a ambos pretendientes en la parte oriental y occidental del reino respectivamente. El sistema de dumans fue abolido, pero los mongoles vigilaron estrechamente la administración georgiana para asegurarse un flujo estable de impuestos y tributos de sus súbditos, presionados igualmente por los ejércitos mongoles.
Grandes contingentes georgianos lucharon junto a los mongoles en Alamut (1256), Bagdad (1258), Ain Jalut (1260) y en otros lugares, perdiendo decenas de miles de soldados mientras Georgia, y el Cáucaso quedaban sin defensores nativos contra las fuerzas mongolas destacadas para suprimir las revueltas espontáneas ante los elevados impuestos y las obligaciones militares. Irónicamente, en la batalla de Köse Dağ (1243), donde los mongoles aplastaron a los selyúcidas de Rüm, al menos tres mil georgianos lucharon en las filas mongolas, mientras el príncipe georgiano Shamadavle de Ajaltsije era jefe del ejército selyúcida.
En 1256, Georgia fue incluida en el Ilkanato, cuyo núcleo era Persia (Irán). En 1259-1260, nobles georgianos, dirigido por David Narin, se levantaron contra los mongoles, y lograron liberar Imereti (Georgia occidental) de la Georgia oriental controlada por los mongoles. David Ulu decidió unirse a su primo, pero fue derrotado cerca de Gori y se sometió nuevamente a los mongoles. A comienzos de 1261, el Cáucaso se convirtió en el escenario de una serie de conflictos entre los Ilkanidas y la Horda de Oro, que tenía su sede en el bajo Volga con capital en Sarai.
La unidad de Georgia quedó destrozada; los nobles se atrevieron a rebelarse contra la corona, lo que naturalmente facilitó el control mongol del país. En 1266, el príncipe Sargis Jakeli de Samtsje (con Ajaltsije como capital) recibió protección y patrocinio del kan Abaqa Kan, que se independizó virtualmente de la Corona georgiana. El siguiente rey (oriental) georgiano Demetrio II, apodado el Devoto (1259-1289), intentó revivir su país merced a las intrigas que dividían el ilkanato, pero, sospechoso de haber participado en un golpe malogrado contra Arghun Kan, aceptó rendirse y fue ejecutado. Entonces el reino cayó en la anarquía. Mientras Georgia occidental mantuvo una peligrosa independencia con respecto al ilkanato, Georgia oriental sufrió la pesada carga tributaria y la situación política inestable. En asuntos religiosos los mongoles fueron tolerantes en general, aunque muchas iglesias y monasterios fueron gravados. Una revuelta de David VIII (1292-1310), aunque duradera, no logró la liberación de Georgia, pero originó una serie de devastadoras expediciones punitivas. Los mongoles intentaron conservar el control sobre el país apoyando a los diversos candidatos y atizando el desorden civil, pero su influencia sobre Georgia se debilitó gradualmente con la desintegración del Ilkanato en Persia.

## Resurgimiento y derrumbamiento del reino de Georgia
Hubo entonces un periodo breve de reunificación y resurgimiento bajo Jorge V el Brillante (1299-1302, 1314-1346). Con el apoyo de Chupan, ulus-beg del Ilkanato, Jorge eliminó a sus adversarios domésticos que aún permanecían independientes de la corona georgiana y conquistó Imereti uniendo todo el reino antes de la muerte del último ilkan efectivo, Abu Sai'd. En 1319 Jorge y los mongoles suprimieron la rebelión del gobernador ilkanida de Georgia, Qurumshi. Presumiblemente debido a los conflictos internos entre los kanatos mongoles y los generales ilkanidas, casi todas las tropas mongolas se retiraron de Georgia en la década de 1320. El Ilkan Abu Sai'd (d.1335) eximió a Ani y los distritos vecinos de Georgia de cualquier clase de impuestos. En una carta de 1321 de Aviñón se menciona a un pueblo cismático (georgianos) que eran una parte del Imperio tatar (Ilkanato).
En el año 1327 tuvo lugar en Persia el más dramático suceso del reinado del ilKan Abu Sa'id, concretamente la caída en desgracia y ejecución del una vez todopoderoso ministro Chupan. Esto fue un duro golpe y Jorge perdió a su patrón en la corte mongola. El hijo de Chupan, Mahmud, que mandaba la guarnición mongola en Georgia, fue arrestado por sus tropas y ejecutado. Posteriormente, Iqbalshah, hijo de Qutlughshah, fue nombrado gobernador mongol de Georgia (Gurjistan). En 1330-1331 Jorge V el Brillante se anexionó Imerecia uniendo toda. Por tanto, los últimos cuatro años previos a la muerte de Abu Sai'd, los dos reinos de Georgia se unieron otra vez. En 1334, el puesto de gobernador ilkánida en Georgia se otorgó a Shayj Hasan de los Jalayir por Abu Sai'd.
Antes de los timuridas, gran parte de Georgia estaba aún bajo el control mongol de yalaíridas y chobánidas. Los ocho ataques del conquistador turco-mongol Timur entre 1386 y 1403 significaron un duro golpe para el reino de Georgia. Su unidad quedó finalmente destrozada y, en 1491, Georgia quedó desmembrada en numerosos principados y reinos insignificantes, que lucharon para mantener su independencia contra los safávidas y otomanos hasta ser finalmente anexionados por el Imperio ruso en 1801.